# آلودگی پلاستیک

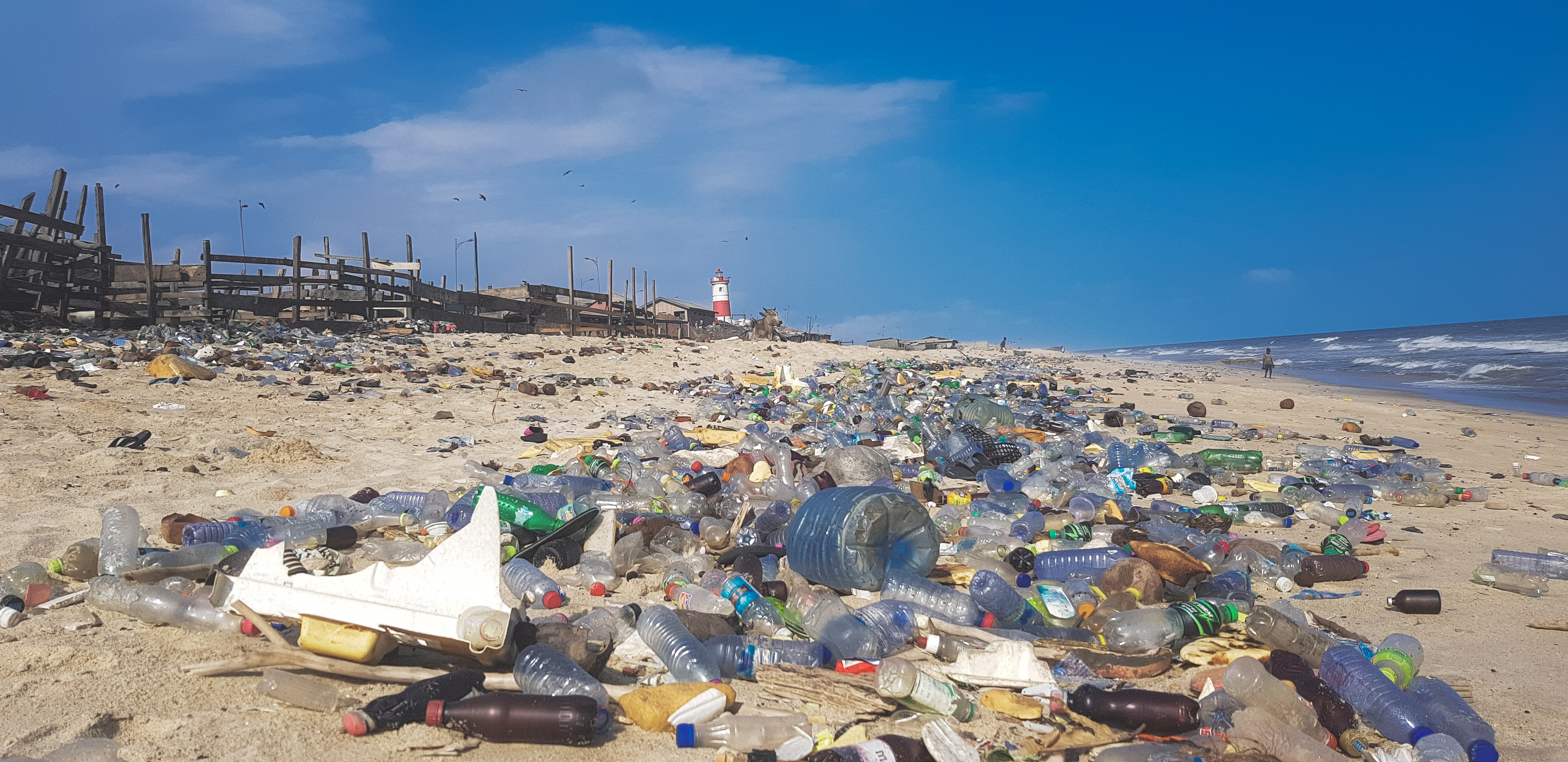
آلودگی پلاستیک در غنا، ۲۰۱۸

آلودگی پلاستیک به انباشتگی اشیا و ذرات پلاستیکی (مانند بطری پلاستیکی، کیسه خرید پلاستیکی و میکرومهره) در محیط زیست زمین گفته می‌شود که به شکل نامساعدی حیات وحش، زیستگاه حیات وحش و انسان را تحت تأثیر قرار می‌دهد. پلاستیک ارزان و بادوام است و در نتیجه میزان تولید پلاستیک توسط انسان‌ها بالاست.
برخی محققان اظهار می‌کنند که تا سال ۲۰۵۰ ممکن است که در اقیانوس‌ها وزن بیشتری از پلاستیک در مقایسه با ماهی‌ها وجود داشته باشد.